# Valea Poienii (Râmeț)
Valea Poienii ist ein Dorf im Kreis Alba in Rumänien. Es ist Teil der Gemeinde Râmeț.

## Lage
Valea Poienii liegt im Westen Siebenbürgens im Trascău-Gebirge. An der Dorfstraße (drum comunal) DC 104 liegt das Dorf etwa acht Kilometer nordwestlich vom Gemeindezentrum entfernt.

## Bevölkerung
Die 54 Einwohner des Ortes (Stand 2002) bezeichnen sich durchweg als Rumänen. Die Einwohnerzahl hat seit der ersten offiziellen Erhebung im Jahr 1956 (damals 290) deutlich abgenommen.

## Verkehr
Valea Poienii befindet sich abseits größerer Verkehrswege. Die Siedlung ist auf einem etwa 3 km langen Fahrweg zu erreichen, der in Brădești von der gleichfalls unbefestigten Straße zwischen Aiud und Abrud nach Norden abzweigt. Öffentliche Verkehrsmittel berühren den Ort nicht.

## Sehenswürdigkeiten
Der Ort befindet sich in einem nach allen Seiten abgeschlossenen Tal des Baches Râul Valea Poienii, der nördlich der Siedlung in die Höhle Peștera Dâlbina mündet und dort unterirdisch abfließt.
Im Ort und in seiner Umgebung befinden sich noch mehrere strohgedeckte Häuser, die heute allerdings nicht mehr zu Wohnzwecken genutzt werden.

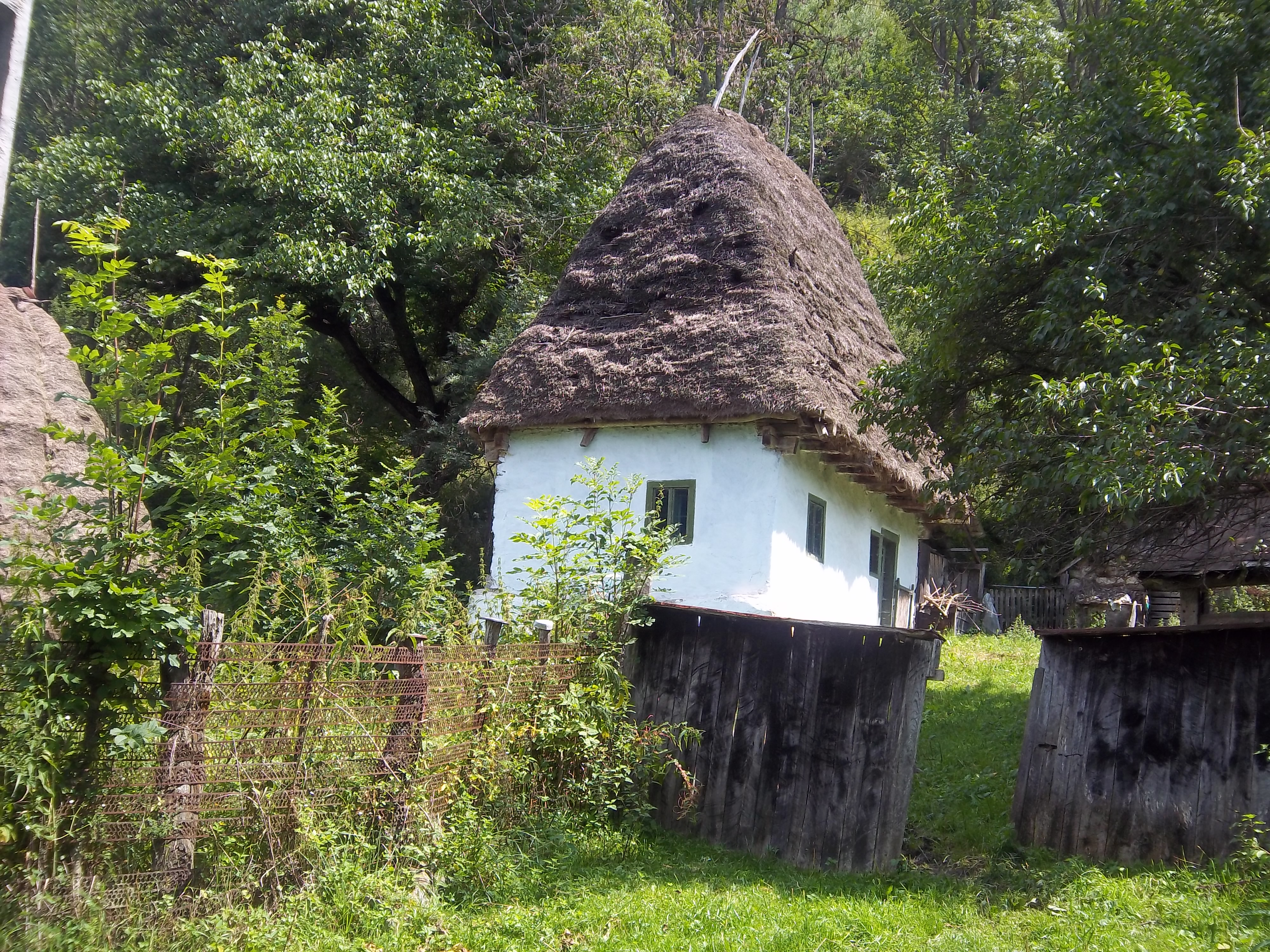
Strohgedecktes Haus
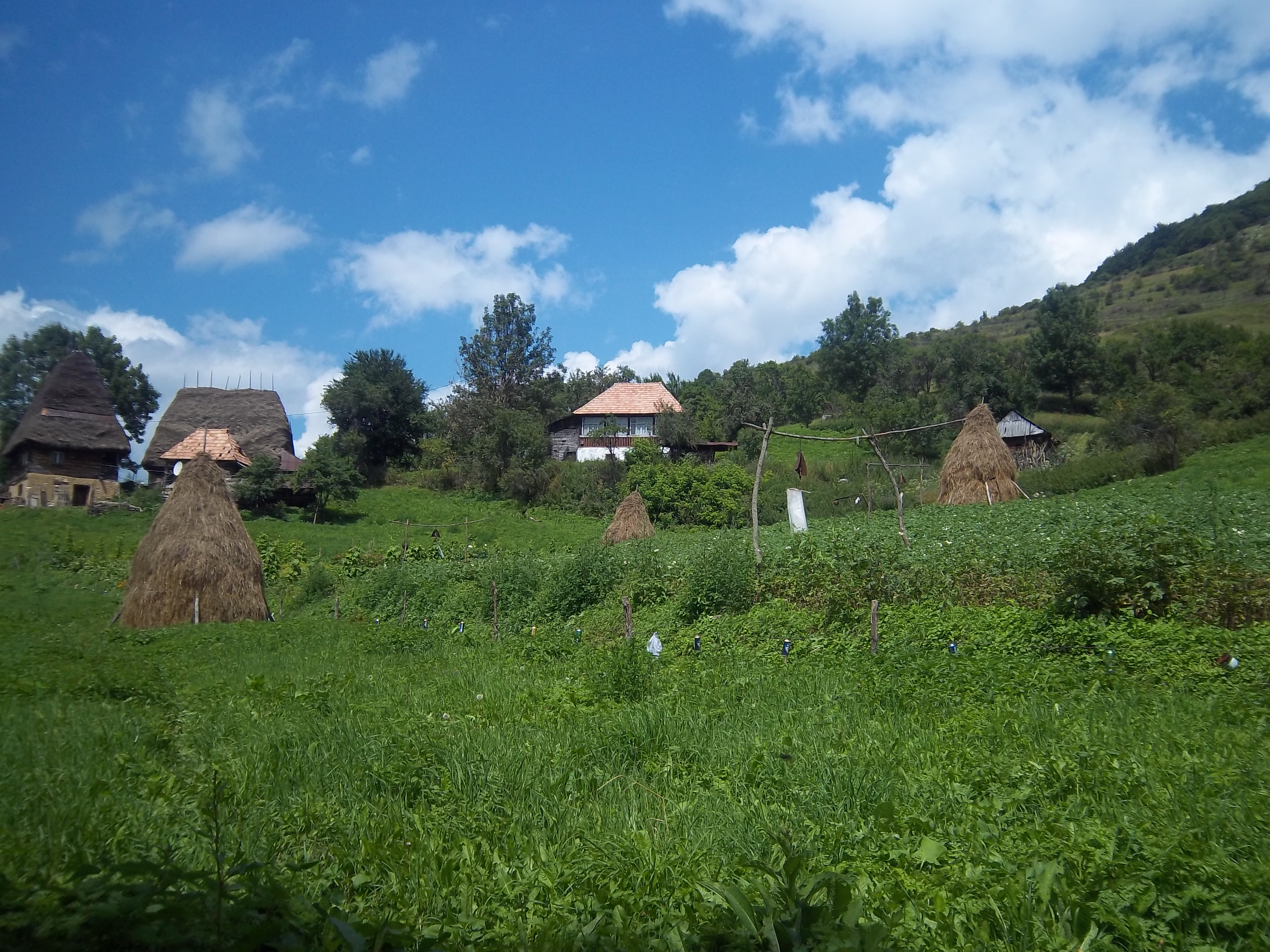
Heureiter